# David Desharnais
David Kevin Denis Desharnais (* 14. September 1986 in Laurier-Station, Québec) ist ein ehemaliger kanadischer Eishockeyspieler, der im Verlauf seiner aktiven Karriere zwischen 2003 und 2023 unter anderem 575 Spiele für die Canadiens de Montréal, Edmonton Oilers und New York Rangers aus der National Hockey League (NHL) auf der Position des Centers bestritten hat.

## Karriere

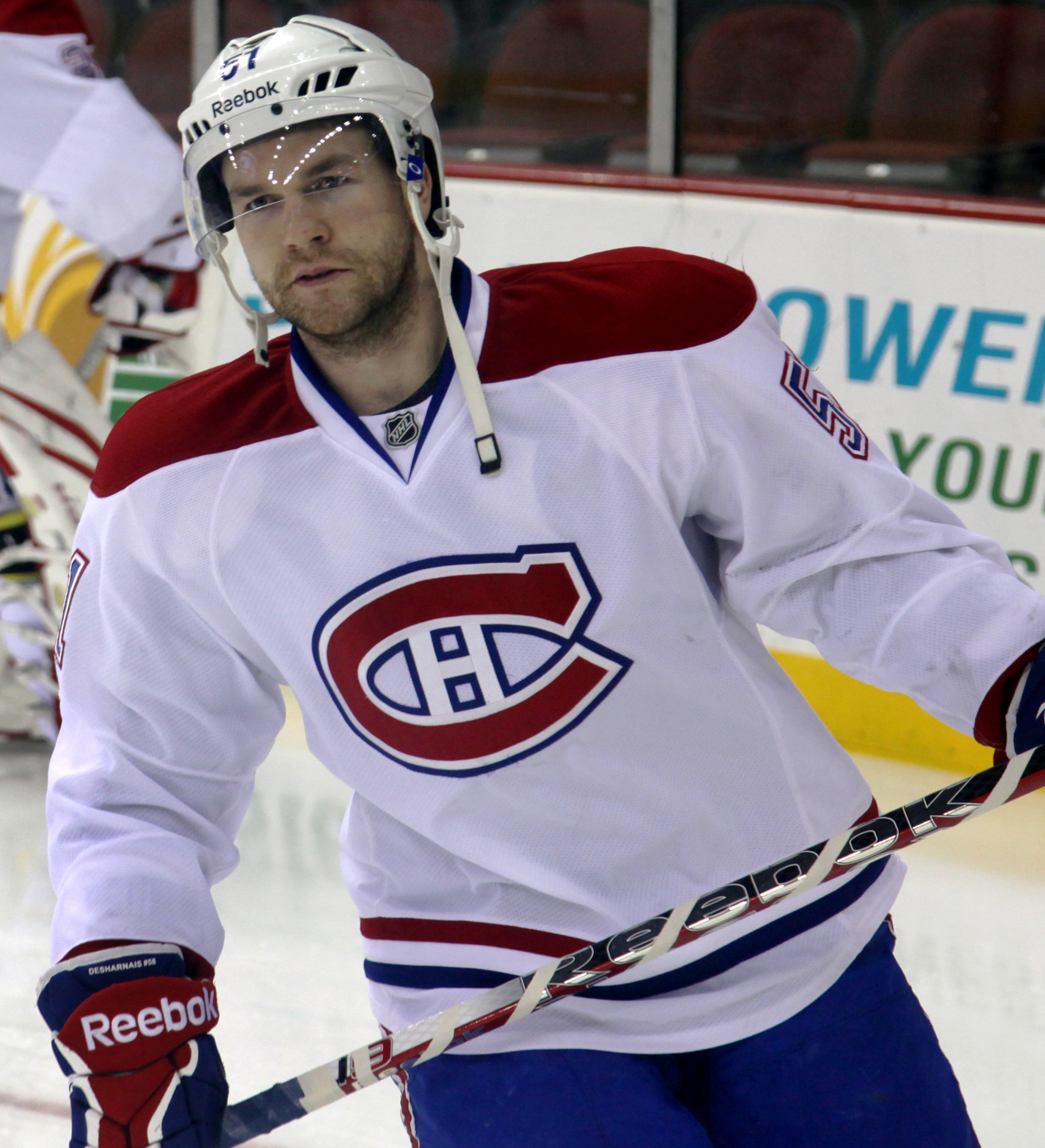
Desharnais im Trikot der Canadiens de Montréal

Desharnais begann seine Karriere als Eishockeyspieler bei den Saguenéens de Chicoutimi, für die er von 2003 bis 2007 in der kanadischen Juniorenliga Ligue de hockey junior majeur du Québec aktiv war. In den Jahren 2005, 2006 und 2007 gewann er dabei drei Mal in Folge die Trophée Frank J. Selke als vorbildlichster Spieler und wurde 2007 darüber hinaus zum CHL Sportsman of the Year ernannt. In der Saison 2005/06 wurde er in das zweite All-Star Team der LHJMQ gewählt. Gegen Ende der Saison 2006/07 unterschrieb Desharnais einen Probevertrag bei den Bridgeport Sound Tigers, für die er bis Saisonende in der American Hockey League in sieben Spielen je ein Tor und eine Vorlage erzielte. Anschließend schloss sich der Center den Cincinnati Cyclones aus der ECHL an. Mit diesen gewann er in der Saison 2007/08 auf Anhieb den Kelly Cup. Zu diesem Erfolg trug er maßgeblich bei. In der regulären Saison erzielte er in 68 Spielen 106 Scorerpunkte, davon 29 Tore, womit er der Topscorer der ECHL war. Zudem konnte er in den Playoffs in 22 Partien neun Tore erzielen und 24 Vorlagen geben. Am Saisonende wurde er als Rookie des Jahres der ECHL und zudem als wertvollster Spieler der Liga ausgezeichnet. Während der Spielzeit kam er zudem zu vier Einsätzen für Cincinnatis Kooperationspartner Hamilton Bulldogs in der AHL.
Von 2008 bis 2010 war Desharnais Stammspieler bei den Hamilton Bulldogs, mit denen er in der Saison 2009/10 erst im Playoff-Halbfinale der AHL an den Texas Stars scheiterte. Parallel zum Spielbetrieb mit Hamilton lief er in der Saison 2009/10 in sechs Spielen in der National Hockey League für die Canadiens de Montréal, deren Farmteam Hamilton ist und bei denen er im November 2008 einen Vertrag als Free Agent unterschrieben hatte, auf und bereitete in diesem Zeitraum ein Tor vor. Auch die Saison 2010/11 begann der Kanadier bei den Hamilton Bulldogs in der AHL, konnte sich jedoch anschließend ab Januar bis zum Saisonende einen Stammplatz bei den Canadiens de Montréal in der NHL erspielen. Der endgültige Durchbruch in der NHL gelang dem Center in der Saison 2011/12, als er für die Canadiens 60 Punkte in 81 Spielen erzielte und damit in der mannschaftsinternen Scorerliste auf dem dritten Rang lag.
In der Saison 2012/13, welche in der NHL durch den Lockout geprägt war, spielte Desharnais in der Schweizer National League A bei Fribourg-Gottéron. Alsbald kehrte er aber nach Montréal zurück und war bis zum Februar 2017 für die Franko-Kanadier aktiv, ehe er im Tausch für Brandon Davidson an die Edmonton Oilers abgegeben wurde. Zudem übernahm sein Ex-Arbeitgeber ein Fünftel seines Gehalts für den Rest der Spielzeit.
Nach dem Ende der Saison 2016/17 erhielt Desharnais allerdings keinen weiterführenden Vertrag in Edmonton, sodass er sich im Juli 2017 als Free Agent den New York Rangers anschloss. Diesen erfüllte er, bevor er sich im Juli 2018 zu einem Wechsel nach Europa entschloss und zu Lokomotive Jaroslawl in die Kontinentale Hockey-Liga wechselte. Einen Monat später verließ er den Klub wieder – aufgrund von Unstimmigkeiten mit dem Trainer – und wurde vom HK Awangard Omsk verpflichtet. Mit Awangard erreichte er das Finale um den Gagarin-Pokal, in dem Awangard dem HK ZSKA Moskau unterlag. Anschließend kehrte Desharnais in die Schweiz zurück, als er abermals einen Vertrag bei Fribourg-Gottéron unterschrieb. Nach der Saison 2022/23 beendete er im Alter von 36 Jahren seine aktive Karriere.

### International
Für sein Heimatland nahm Desharnais mit der kanadischen Nationalmannschaft an den Olympischen Winterspielen 2022 in der chinesischen Hauptstadt Peking teil, wo er mit der Mannschaft den sechsten Rang belegte. In fünf Turnierspielen bereitete er dabei ein Tor vor.

## Erfolge und Auszeichnungen
| - 2005 LHJMQ Second All-Star Team - 2005 Trophée Frank J. Selke - 2006 Trophée Frank J. Selke - 2006 LHJMQ Second All-Star Team - 2007 Trophée Frank J. Selke - 2007 CHL Sportsman of the Year - 2008 Teilnahme am ECHL All-Star Game - 2008 ECHL Leading Scorer | - 2008 Kelly-Cup-Gewinn mit den Cincinnati Cyclones - 2008 ECHL Rookie of the Year - 2008 ECHL Most Valuable Player - 2008 ECHL All-Rookie Team - 2008 ECHL First All-Star Team - 2011 Teilnahme am AHL All-Star Classic - 2019 Spengler-Cup-Gewinn mit dem Team Canada |

## Karrierestatistik

### International
Vertrat Kanada bei:
- Olympischen Winterspielen 2022

(Legende zur Spielerstatistik: Sp oder GP = absolvierte Spiele; T oder G = erzielte Tore; V oder A = erzielte Assists; Pkt oder Pts = erzielte Scorerpunkte; SM oder PIM = erhaltene Strafminuten; +/− = Plus/Minus-Bilanz; PP = erzielte Überzahltore; SH = erzielte Unterzahltore; GW = erzielte Siegtore; 1 Play-downs/Relegation; Kursiv: Statistik nicht vollständig)